# إدي مارشال
إدي مارشال (بالإنجليزية: Eddie Marshall)‏ هو عازف جاز أمريكي، ولد في 13 أبريل 1938 في سبرينغفيلد في الولايات المتحدة، وتوفي في 7 سبتمبر 2011.

## وصلات خارجية
- إدي مارشال على موقع ميوزك برينز (الإنجليزية)
- إدي مارشال على موقع أول ميوزيك (الإنجليزية)
- إدي مارشال على موقع ديسكوغز (الإنجليزية)